# Walter Stern
Walter Adrian Stern es un director de cine y director de videoclips, nacido en Inglaterra.

## Videos musicales
Stern comenzó su carrera como director de videos musicales de control, una pequeña compañía de producción con sede en Londres.
En 1993 se traslada a Stigma donde por primera vez dirige una promoción para la banda The Prodigy. Su colaboración continuó durante los mediados de la década de los '90, incluyendo dos producciones de la aclamada y galardonada en 1996: Firestarter, que ganó el Mejor Video en el NME y un People's Choice Awards 1996. Además ganó un MTV Europe Music Awards en 1997 con la canción Breathe.
Stern se unió a la Academy Films en 1997, lanzando el video de The Verve: Bitter Sweet Symphony. Ese mismo comenzó otro éxito en colaboración con la banda Massive Attack. Ellos lanzaron sencillos como Risingson, Teardrop y Angel. Teardrop ganó el premio al Mejor Video en los MTV Europe Music Awards 1998 y fue nominado para los Brit Awards 1998 y para los D&AD.
También ha trabajado con múltiples artistas, tales como: Madonna, David Bowie, Nine Inch Nails y Stereo MCs. En el 2003, Stern recogió el premio al Mejor Video del Año y Mejor Video Dance por el grupo Audio Bullys, con la canción We Don't Care.
En 2006 produjo un video musical de Bloc Party, The Prayer. En el 2009 regresa con la colaborción de The Prodigy, con la canción Take Me to the Hospital.

## Anuncios
Stern entró en el campo de la publicidad en 1997, con un anuncio de Volkswagen Golf. Su carrera comercial ha sido tan exitosa que recogió un premio Cannes Lions del Festival Internacional de la Creatividad Cannes Lions 2000 por "Heaven", realizado para Volkswagen. Ha realizado dos anuncios de Coca-Cola, y otros clientes incluyen Caffreys, BBC, Orange, Adidas y Coca Cola Light.
Su trabajo publicitario incluye también "Bubbless" para Transport for London, de la agencia M&C Saatchi, y una película para Johnnie Walker con la agencia BBH.

## Filmografía[1]
| Año  | Canción                           | Artista                |
| 1991 | Stay Beautiful                    | Manic Street Preachers |
| 1994 | Hymn                              | Moby                   |
| 1994 | No Good (Start the Dance)         | The Prodigy            |
| 1994 | Voodoo People                     | The Prodigy            |
| 1995 | Poison                            | The Prodigy            |
| 1995 | Evidence                          | Faith No More          |
| 1995 | Life is Sweet                     | The Chemical Brothers  |
| 1996 | Firestarter                       | The Prodigy            |
| 1996 | Take It Easy Chicken              | Mansun                 |
| 1996 | Breathe                           | The Prodigy            |
| 1997 | Elegantly Wasted                  | INXS                   |
| 1997 | Risingson                         | Massive Attack         |
| 1997 | Bitter Sweet Symphony             | The Verve              |
| 1997 | Look Who's Perfect Now            | Transister             |
| 1998 | Teardrop                          | Massive Attack         |
| 1998 | Angel                             |                        |
| 1998 | Drowned World/Substitute for Love | Madonna                |
| 1999 | Thursday's Child                  | David Bowie            |
| 2000 | Survive                           | David Bowie            |
| 2000 | Into the Void                     | Nine Inch Nails        |
| 2006 | The Prayer                        | Bloc Party             |
| 2009 | Take Me to the Hospital           | The Prodigy            |